# Steven Weinberg

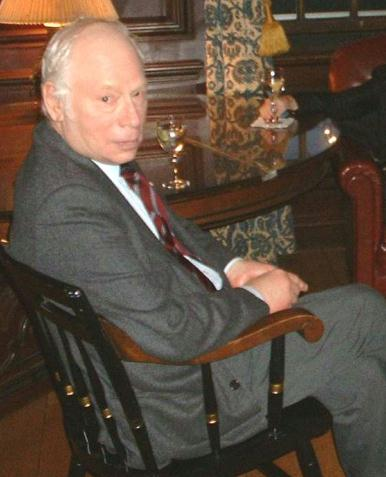
Steven Weinberg

Steven Weinberg, född 3 maj 1933 i New York, död 23 juli 2021 i Austin, Texas, var en amerikansk fysiker, som under senare år arbetade som professor i fysik och astronomi vid University of Texas i Austin i Texas.
Weinberg började sina akademiska studier vid Cornell-universitetet i Ithaca, New York, där han tog sin magisterexamen (B.Sc.) vid 21 års ålder. Han erövrade doktorsgraden (Ph.D.) i fysik vid Princeton University 1957.
Han, Abdus Salam och Sheldon Glashow fick  nobelpriset i fysik 1979 för "deras insatser inom teorin för förenad svag och elektromagnetisk växelverkan mellan elementarpartiklar, innefattande bland annat förutsägelsen av den svaga neutrala strömmen".
Weinberg är också känd för sina skrifter och föreläsningar om vetenskap och vetenskapshistoria, och medverkade regelbundet i den amerikanska tidskriften New York Review of Books.

## Utmärkelser
Asteroiden 6036 Weinberg är uppkallad efter honom.